# Hans Albertsen
Hans Albertsen, född 1525 i Köpenhamn, död 25 maj 1569, var en dansk teologiprofessor och psalmförfattare, representerad i danska Psalmebog for Kirke og Hjem. Från 1560 till sin död Själlands andre evangeliske biskop. 
Albertsen studerade vid Köpenhamns universitet där han blev filosofie kandidat 1544 och två år senare filosofie magister. Han utnämndes först till professor i grekiska vid universitetet och senare, 1554, till professor i dialektik. 
Han hjälpte till med föreläsningarna åt den sjuklige biskop Peder Palladius under dennes sista år i livet. Samtidigt arbetade han på sin egen magisteravhandling i teologi och avlade examen den 1 april 1558. Två månader senare utnämndes han till professor i teologi. 
Han fortsatte bistå biskop Palladius i dennes ämbete och godkändes i doktorsexamen i teologi 28 januari 1563. Han hade då redan 1560 efterträtt Palladius i biskopstjänsten samt tjänstgjort som rektor vid Köpenhamns universitet.
Han var gift 1550 med Karine, dotter till lektor Anders Jensen Ljung, präst i Malmö. En av paret Albertsens söner var magister Albert Hansen, som senare blev biskop i Aarhus.